# FIBA EuroCup 2005/06
Die Saison 2005/06 war die 3. Spielzeit der von der FIBA Europa ausgetragenen EuroChallenge und die erste unter dem Namen EuroCup.
Den Titel gewann erstmals Joventut de Badalona aus Spanien.

## Modus
Das Turnier begann mit einer Gruppenphase aus acht Gruppen mit je vier Mannschaften. Die Gruppensieger und die Gruppenzweiten spielten in der zweiten Gruppenphase in vier Gruppen mit je vier Mannschaften. Es folgte das Viertelfinale, welches in einer best-of-three Serie gespielt wurde. Die beiden Halbfinals, das Spiel um Platz 3, sowie das Finale fanden im Rahmen eines Final Four Turniers statt.

## Teilnehmer
Am FIBA EuroCup 2005/06 nahmen 32 Mannschaften teil.
| Teilnehmer           | Teilnehmer | Teilnehmer            | Teilnehmer           | Teilnehmer         | Teilnehmer           |
| Land/Liga            | Anzahl     | Mannschaften          | Mannschaften         | Mannschaften       | Mannschaften         |
| -------------------- | ---------- | --------------------- | -------------------- | ------------------ | -------------------- |
| Russland (Superliga) | 4          | Dynamo St. Petersburg | BK Chimki            | Lokomotiv Rostov   | Dynamo Region Moskau |
| Frankreich (LNB)     | 3          | Cholet Basket         | SLUC Nancy           | BCM Gravelines     |                      |
| Israel (Ligat ha’Al) | 3          | Hapoel Tel Aviv       | Ironi Naharija       | Hapoel Galil Elyon |                      |
| Belgien (ELB)        | 2          | Dexia Mons-Hainaut    | Leuven Bears         |                    |                      |
| Deutschland (BBL)    | 2          | RheinEnergie Köln     | Telekom Baskets Bonn |                    |                      |
| Griechenland (A1)    | 2          | PAOK Thessaloniki     | GS Maroussi          |                    |                      |
| Spanien (Liga ACB)   | 2          | CB Gran Canaria       | Joventut Badalona    |                    |                      |
| Ukraine (Superliga)  | 2          | Azovmash Mariupol     | BC Kiew              |                    |                      |
| Estland (KME)        | 1          | BC Kalev              |                      |                    |                      |
| Italien (Serie A)    | 1          | Pallacanestro Cantù   |                      |                    |                      |
| Kroatien (A-1 Liga)  | 1          | KK Zadar              |                      |                    |                      |
| Lettland (LBL)       | 1          | BK Barons Rīga        |                      |                    |                      |
| Litauen (LKL)        | 1          | KK Šiauliai           |                      |                    |                      |
| Niederlande (FEB)    | 1          | MPC Capitals          |                      |                    |                      |
| Österreich (ÖBL)     | 1          | Allianz Swans Gmunden |                      |                    |                      |
| Polen (PLK)          | 1          | Śląsk Wrocław         |                      |                    |                      |
| Rumänien (Divizia A) | 1          | CSU Asesoft Ploiești  |                      |                    |                      |
| Tschechien (NBL)     | 1          | ČEZ Nymburk           |                      |                    |                      |
| Türkei (TBL)         | 1          | Fenerbahçe Ülker      |                      |                    |                      |
| Zypern (Division 1)  | 1          | EKA AEL Limassol      |                      |                    |                      |

## 1. Gruppenphase

### Gruppe A
| Team                     | Sp | S | N | P+  | P-  |
| ------------------------ | -- | - | - | --- | --- |
| 1. Dynamo St. Petersburg | 6  | 6 | 0 | 466 | 392 |
| 2. Azovmash Mariupol     | 6  | 3 | 3 | 480 | 450 |
| 3. Cholet Basket         | 6  | 2 | 4 | 411 | 469 |
| 4. CSU Asesoft Ploiesti  | 6  | 1 | 5 | 399 | 445 |

### Gruppe B
| Team                 | Sp | S | N | P+  | P-  |
| -------------------- | -- | - | - | --- | --- |
| 1. RheinEnergie Köln | 6  | 4 | 2 | 439 | 402 |
| 2. KK Zadar          | 6  | 3 | 3 | 430 | 428 |
| 3. CB Gran Canaria   | 6  | 3 | 3 | 460 | 449 |
| 4. Leuven Bears      | 6  | 2 | 4 | 427 | 477 |

### Gruppe C
| Team                   | Sp | S | N | P+  | P-  |
| ---------------------- | -- | - | - | --- | --- |
| 1. Dexia Mons-Hainaut  | 6  | 4 | 2 | 512 | 502 |
| 2. Pallacanestro Cantú | 6  | 3 | 3 | 480 | 452 |
| 3. KK Šiauliai         | 6  | 3 | 3 | 470 | 511 |
| 4. SLUC Nancy          | 6  | 2 | 4 | 512 | 509 |

### Gruppe D
| Team                     | Sp | S | N | P+  | P-  |
| ------------------------ | -- | - | - | --- | --- |
| 1. BK Chimki             | 6  | 5 | 1 | 548 | 491 |
| 2. CEZ Nymburk           | 6  | 4 | 2 | 504 | 501 |
| 3. Ironi Nahariya        | 6  | 3 | 3 | 491 | 482 |
| 4. Allianz Swans Gmunden | 6  | 0 | 6 | 451 | 520 |

### Gruppe E
| Team                 | Sp | S | N | P+  | P-  |
| -------------------- | -- | - | - | --- | --- |
| 1. Fenerbahçe Ülker  | 6  | 5 | 1 | 528 | 478 |
| 2. EKA AEL Limassol  | 6  | 5 | 1 | 460 | 422 |
| 3. BC Kalev          | 6  | 1 | 5 | 450 | 460 |
| 4. PAOK Thessaloniki | 6  | 1 | 5 | 466 | 544 |

### Gruppe F
| Team               | Sp | S | N | P+  | P-  |
| ------------------ | -- | - | - | --- | --- |
| 1. GS Maroussi     | 6  | 4 | 2 | 439 | 397 |
| 2. Śląsk Wrocław   | 6  | 4 | 2 | 440 | 443 |
| 3. MPC Capitals    | 6  | 2 | 4 | 408 | 429 |
| 4. Hapoel Tel Aviv | 6  | 2 | 4 | 408 | 426 |

### Gruppe G
| Team                    | Sp | S | N | P+  | P-  |
| ----------------------- | -- | - | - | --- | --- |
| 1. Lokomotiv Rostov     | 6  | 5 | 1 | 470 | 443 |
| 2. BC Kiew              | 6  | 5 | 1 | 476 | 409 |
| 3. Barons Riga          | 6  | 1 | 5 | 455 | 489 |
| 4. Telekom Baskets Bonn | 6  | 1 | 5 | 404 | 464 |

### Gruppe H
| Team                    | Sp | S | N | P+  | P-  |
| ----------------------- | -- | - | - | --- | --- |
| 1. Joventut Badalona    | 6  | 5 | 1 | 521 | 474 |
| 2. Dynamo Moskau Region | 6  | 4 | 2 | 561 | 508 |
| 3. Hapoel Galil Elyon   | 6  | 2 | 4 | 529 | 556 |
| 4. BCM Gravelines       | 6  | 1 | 5 | 436 | 509 |

## 2. Gruppenphase

### Gruppe I
| Team                     | Sp | S | N | P+  | P-  |
| ------------------------ | -- | - | - | --- | --- |
| 1. BC Kiew               | 6  | 4 | 2 | 490 | 454 |
| 2. Dynamo St. Petersburg | 6  | 3 | 3 | 439 | 438 |
| 3. Fenerbahçe Ülker      | 6  | 3 | 3 | 474 | 483 |
| 4. CEZ Nymburk           | 6  | 2 | 4 | 477 | 505 |

### Gruppe J
| Team                    | Sp | S | N | P+  | P-  |
| ----------------------- | -- | - | - | --- | --- |
| 1. GS Maroussi          | 6  | 5 | 1 | 393 | 387 |
| 2. RheinEnergie Köln    | 6  | 4 | 2 | 458 | 426 |
| 3. Pallacanestro Cantú  | 6  | 2 | 4 | 457 | 475 |
| 4. Dynamo Moskau Region | 6  | 1 | 5 | 447 | 467 |

### Gruppe K
| Team                  | Sp | S | N | P+  | P-  |
| --------------------- | -- | - | - | --- | --- |
| 1. Lokomotiv Rostov   | 6  | 4 | 2 | 462 | 431 |
| 2. Dexia Mons-Hainaut | 6  | 4 | 2 | 483 | 456 |
| 3. KK Zadar           | 6  | 2 | 4 | 487 | 464 |
| 4. Śląsk Wrocław      | 6  | 2 | 4 | 411 | 492 |

### Gruppe L
| Team                 | Sp | S | N | P+  | P-  |
| -------------------- | -- | - | - | --- | --- |
| 1. BK Chimki         | 6  | 4 | 2 | 462 | 431 |
| 2. Joventut Badalona | 6  | 4 | 2 | 527 | 483 |
| 3. Azovmash Mariupol | 6  | 4 | 2 | 452 | 443 |
| 4. EKA AEL Limassol  | 6  | 0 | 6 | 486 | 579 |

## Viertelfinale
Das Viertelfinale wurde in einer best-of-three Serie gespielt.
| Spiel# |                  | Gesamt |                       | 1. Spiel    | 2. Spiel | 3. Spiel |
| ------ | ---------------- | ------ | --------------------- | ----------- | -------- | -------- |
| 1      | BK Kiew          | 2:1    | RheinEnergie Köln     | 87:85 n. V. | 62:69    | 71:64    |
| 2      | Lokomotiv Rostov | 0:2    | Joventut de Badalona  | 54:88       | 57:86    |          |
| 3      | BK Chimki        | 2:1    | Dexia Mons-Hainaut    | 91:75       | 73:79    | 94:78    |
| 4      | GS Marousi       | 0:2    | Dynamo St. Petersburg | 53:64       | 59:71    |          |

## Final Four

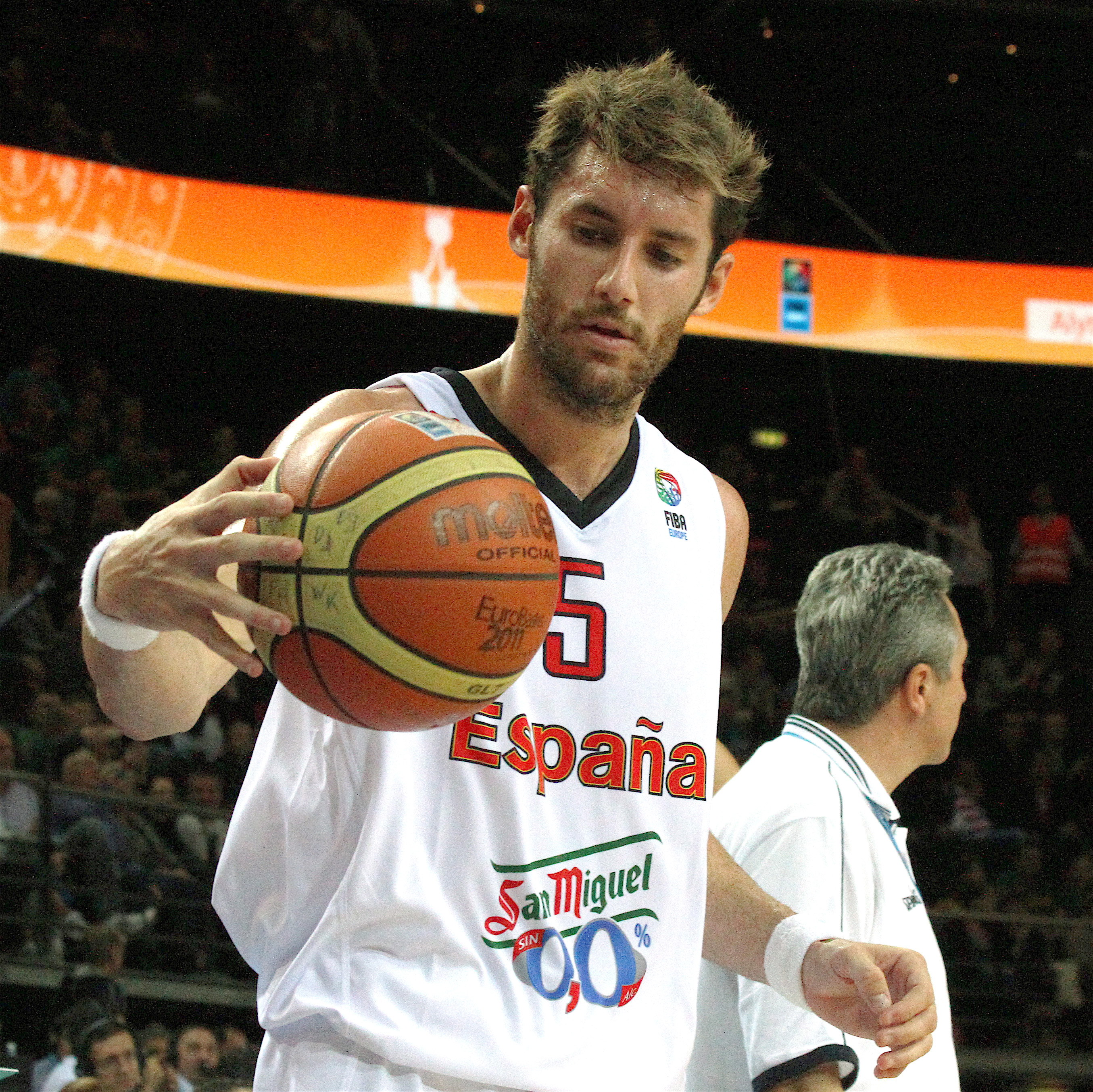
Final Four MVP: Rudy Fernández

Das Final Four fand vom 7. bis zum 9. April 2006 im Sportpalast Kiew in der Ukraine statt.
|  | Halbfinale    | Halbfinale            | Halbfinale    |   |           | Finale               | Finale                | Finale           |
|  |               |                       |               |   |           |                      |                       |                  |
|  | 7. April 2006 |                       |               |   |           |                      |                       |                  |
|  | 1             | BK Chimki             | 63            |   |           |                      |                       |                  |
|  | 2             | Dynamo St. Petersburg | 61            |   |           | 9. April 2006        | 9. April 2006         | 9. April 2006    |
|  |               |                       |               | 1 | BK Chimki | 63                   |                       |                  |
|  | 7. April 2006 | 7. April 2006         | 7. April 2006 |   | 4         | Joventut de Badalona | 88                    |                  |
|  | 3             | BK Kiew               | 78            |   |           |                      |                       |                  |
|  | 4             | Joventut de Badalona  | 88            |   |           | Spiel um Platz 3     | Spiel um Platz 3      | Spiel um Platz 3 |
|  |               |                       |               |   |           | 2                    | Dynamo St. Petersburg | 81               |
|  | 3             | BK Kiew               | 83            |   |           |                      |                       |                  |
|  |               |                       |               |   |           | 9. April 2006        |                       |                  |

### Final Four MVP
- Rudy Fernández (Joventut de Badalona)